# HL Волка
HL Волка (лат. HL Lupi) — одиночная переменная звезда или предположительно двойная новоподобная катаклизмическая переменная звезда в созвездии Волка на расстоянии (вычисленном из значения параллакса) приблизительно 15086 световых лет (около 4625 парсеков) от Солнца. Видимая звёздная величина звезды — от +15,13m до +14,94m.

## Характеристики
HL Волка — красная пульсирующая медленная неправильная переменная звезда (LB:) спектрального класса M2III*. Эффективная температура — около 3307 K.